# Ivan VII. Carigradski
Ivan VII. Gramatik (grčki: Ιωάννης Ζ΄ Γραμματικός, Iōannīs VII Grammatikos) bio je patrijarh Carigrada od 21. siječnja 837. do 4. ožujka 843.
Patrijarh Ivan je rođen u plemićkoj obitelji armenskog podrijetla kao sin Pankratiosa Morocharzaniosa i njegove žene nepoznata imena. Ivanova sestra je bila majka kasnijeg patrijarha Focija. 
Ivan je isprva bio sklon čašćenju ikona te je sam bio uključen u njihovu izradu. Ipak, kasnije je postao ikonoklast te ga je bizantski car Leon V. izabrao za vođenje skupa svećenika koji su se također protivili izradi ikona. Ivan je tako postao opat manastira Srđa i Baha te kasnije tutor princa Teofila, sina cara Mihaela II. Nakon što je Teofil zavladao, Ivan je postao synkellos (patrijarhov pomoćnik). Ivan je postao patrijarh 21. siječnja 837. (kao nasljednik Antonija I. Carigradskog) te je bio na tom položaju sve dok ga nije maknula carica Teodora, Teofilova udovica. Ivana je naslijedio patrijarh Metodije I.